# Utecha guadarramensis
Utecha guadarramensis – gatunek pluskwiaka z rodziny Ulopidae. Endemit Półwyspu Iberyjskiego.

## Taksonomia
Nazwę Ulopa guadarramensis wprowadził w 1872 roku Franz Xaver Fieber, jednak nie zastosował odpowiedniego opisu, przez co stanowiła ona nomen nudum. Autorem pierwszego opisu gatunku został w 1882 roku Pietro Mansueto Ferrari. W 1996 roku Aleksandr Jemielianow przeniósł go do nowego rodzaju Utecha. Zaliczają się do niego jeszcze U. lugens i U. trivia.

## Morfologia
Zarys ciała tego piewika w widoku bocznym jest elipsowaty z równomiernie zakrzywioną częścią górną. Głowa ich nie jest rozszerzona ku wierzchołkowi, a jej krawędzie boczne nie rozbiegają się wyraźnie ku przodowi. Brak jest kanciastych wypustek przedocznych. Przedustek jest wypukły, dłuższy niż szeroki. Frontoklipeus jest nabrzmiały, oddzielony od przedustka głęboką bruzdą, wyraźnie szerszy niż policzki mierzone poniżej oczu złożonych. Ciemię jest krótkie, o krawędzi przedniej szerszej niż tylnej. W widoku bocznym tylna krawędź przedplecza ma wcięcie w części tylno-brzusznej. Skrzydeł tylnej pary brak zupełnie. Genitalia samca cechują się pygoforem o płatach bocznych pozbawionych dodatkowych wyrostków po stronie tylnej i zewnętrznej. Rurka analna jest niezmodyfikowana. Edeagus dzieli się na dwa trzony i ma w związku z tym dwa gonopory. Szerokości trzonów są większe niż odległość między nimi. Rozwarcie tych trzonów w widoku grzbietowym jest mniejsze niż u U. trivia. Wierzchołki trzonów są skośnie ścięte i mają po krótkim, kolcowatym wyrostku przedwierzchołkowym – wyrostki obu trzonów niemal stykają się ze sobą. Stylus jest szpatułkowaty, a w widoku bocznym wierzchołkowa jego część jest smuklejsza niż u U. trivia.

## Ekologia i występowanie
Owad ten jest fitofagiem ssącym soki z roślin. Przypuszczalnie związany jest z przedstawicielami ogórecznikowatych rosnącymi na stanowiskach ciepłych i suchych.
Gatunek palearktyczny, europejski, endemiczny dla Półwyspu Iberyjskiego, znany z Portugalii i Hiszpanii.